# Equivocando (singolo)
Equivocando è un singolo del cantautore italiano Umberto Tozzi, pubblicato nel 1994.
Il brano, scritto dallo stesso Tozzi, è tratto dall'omonimo album Equivocando.